# Большая клетка для птиц
«Большая клетка для птиц» (англ. The Big Bird Cage) — низкобюджетный фильм с изобилием жестокости.
Фильм трилогии в жанре «Women in Prison» с участием Пэм Гриер завершающий фильмы 1971 года «Дом большой куклы» и «Женщины в клетках».

## Сюжет
Место действия — неизвестная азиатская или восточная республика с военным правительством.
Во время ограбления кафе парень по имени Джанго и его подружка Жасмин берут в заложницы Терри, знаменитую в городе своими сексуальными похождениями. Из-за ее образа жизни девушку считают не заложницей, а соучастницей и ссылают в женскую исправительную колонию. Тюрьма представляет собой непривлекательное место посреди джунглей, где девушки обитают в длинных бараках, охраняются солдатами и собаками, работают на большой деревянной мельнице для сахарного тростника. Сбежавший Джанго не просто вор, он еще партизан и революционер. Коллеги завидуют его подружке Жасмин и решают, что им всем тоже нужны девушки для революции, которых можно найти в тюрьме. В это время Терри обосновывается в колонии и заводит дружбу с некоторыми заключенными, в том числе с красоткой Карлой, долговязой Карен, темнокожей Минни, помещенной в карцер Риной и шпионящей для начальника тюрьмы Лин.
В тюрьме намечается вечеринка по поводу приезда высокопоставленных чиновников, на которой у Терри не получается попросить помощи. Рина, за которую для отмены карцера замолвила слово Терри, впадает в истерику при попытке гостей переспать с ней, на что взбешенный начальник тюрьмы ужесточает дисциплину. Терри жестоко наказывают за попытку побега. Для изучения тюрьмы изнутри сюда после фальшивой попытки нападения на чиновника попадает Жасмин. Начальник быстро догадывается, что она подруга Джанго, и подвергает ее пыткам, что не могут ее сломить. Джанго представляется как Сэм Смит местным солдатам в деревне и вскоре его принимают в тюрьму охранником. В лазарете Терри узнает его и Жасмин, но не сдает их. Мельница ломается и при попытке ее починить погибает Минни. Это становится большим ударом для Карен, вынуждая ее к бунту (хоть все время они враждовали и дрались с Минни). Девушки готовы к рукопашному восстанию против вооруженной охраны, но Жасмин отговаривает их, говоря о планирующемся захвате партизанами уже сегодня ночью. Лин пытается предупредить начальника о бунте, но не успевает. Девушки вооружаются факелами и кольями, создают импровизированную взрывчатку из средств в лазарете, насильно заставляют одного из охранников с ними переспать и сжигают тюрьму вместе с ненавистной мельницей. Почти всех девушек расстреливает прибывшее военное подкрепление, но некоторым ненадолго удается скрыться в джунглях. Вскоре солдаты убивают защищающихся до последнего Джанго и Жасмин. Выжить удается Терри, Карле, Рине и захваченной девушками в плен Лин. Девушки вплавь переплывают водопад, но Карла ломает ногу. Они вынуждены разделиться: Терри и Рина уходят выше по склону, а вооруженная Карла использует Лин в качестве приманки для собак чтоб расстрелять их из пулемета. Когда Терри уже готова сдаться, их встречают друзья Джанго, помогающие девушкам переправиться в Гонконг. Прощаясь, Терри обещает вернуться и помочь им с революцией.

## В ролях
- Пэм Гриер — Блоссом (Жасмин)
- Сид Хэйг — Джанго
- Анита Форд — Терри Рич
- Роман, Кэндис — Карла
- Теда Браччи — Булл Джонс
- Кэрол Спид — Микки
- Карен Маккевич — Карен
- Марисса Дельгадо — Рина
- Вик Диас — Рокко
- Андрес Сентенера — Запп
- Зенаида Амадор — тюремный доктор